# اونوتو
اونوتو (به اسپانیایی: Onoto) یک شهر در ونزوئلا است که در Juan Manuel Cajigal واقع شده‌است. اونوتو ۱٬۷۴۱ کیلومتر مربع مساحت و ۱۲٬۳۵۸ نفر جمعیت دارد.